# Yamaha MT-01
Die Yamaha MT-01 ist ein Motorradmodell der Kategorie Naked Bike des japanischen Motorradherstellers Yamaha.
Vorgestellt wurde die Yamaha MT-01 als Konzeptstudie erstmals auf der Tokyo Motor Show 1999, woraufhin das Presseecho Yamaha veranlasste, das Motorrad Anfang 2005, entgegen anfänglichen Planungen, doch auf den Markt zu bringen. Kennzeichnend für die MT-01 ist der große luftgekühlte V2-Motor mit 1670 cm³ Hubraum und seiner voluminösen, konisch geformten Doppelauspuffanlage. Zum Jahr 2013 wurde die MT-01 aus dem Programm genommen.

## Konzept
Yamaha umschreibt das Konzept der MT-Serie mit dem Begriff „Torque Sports“. So ist die MT-01 auf hohes Drehmoment statt auf hohe Spitzenleistung ausgelegt. Das pulsierende Verbrennungsgeräusch und die V2-typischen Vibrationen werden symbolisch mit dem Schlag der japanischen Kodo-Basstrommeln verglichen. Die Sitzposition ist auf Grund des großen und vor allem hoch angelegten Tanks leicht sportlich gestreckt.

## Technik
Der langhubig ausgelegte Motor der MT-01 basiert auf dem 48°-V2-Aggregat der XV 1700 RoadStar Warrior. Er wurde jedoch umfangreich modifiziert, unter anderem mit einem deutlich leichteren Kurbeltrieb. Eine sieben Liter große Airbox verhilft dem 1670-cm³-Aggregat der MT-01 zu 66 kW (90 PS) Höchstleistung und einem maximalen Drehmoment von 150 Nm. Der Normverbrauch des Motorrads beträgt laut Hersteller 5,6 l/100 km. Die vordere Bremsanlage sowohl der 2005er- als auch der 2007er-Version stammen von der jeweils aktuellen Version des Supersportlers YZF-R 1. Yamaha gibt für die MT-01 eine Höchstgeschwindigkeit von 210 km/h an.

## Modellpflege 2007
Die Motoren wurden wegen der notwendigen Umstellung auf Euro 3 überarbeitet. 2005 und 2006 wurden an der Vorderradbremse zwei 320 mm-Scheiben mit 4-Kolben-Festsätteln verbaut, welche nun ein Upgrade auf zwei 310 mm-Scheiben mit 6-Kolben-Festsätteln erhielten. Die Flüssigkeitsbehälter wurden in die Armaturen integriert. Der Kupplungshebel wurde optisch der neuen Radialbremse angepasst. Die neue Sitzbank bringt einen besseren Halt und eine verbesserte Ergonomie mit sich. Das Design des Frontschutzblechs wurde ebenfalls überarbeitet. Weiterhin kommen neue Spiegel zum Einsatz. Im Zuge der Modellpflege erhöhte Yamaha den Verkaufspreis um 200 € auf 13.495 € und für 2008 auf 13.550 €.

## Sondermodell MT-01 SP
Das im April 2009 erstmals vorgestellte Sondermodell MT-01 SP hebt sich vor allen Dingen optisch von den Serienmodellen ab. So bekam das Sondermodell eine rot-weiße Basislackierung, zweifarbige Sitzbank und golden lackierte Felgen. Auch einige Motor- und Chassisteile wurden verchromt.
Wesentliches Unterscheidungsmerkmal sind die Öhlins-Federelemente. Diese wurden speziell für die MT entwickelt und auf die Motor- und Fahrwerks-Eigenschaften angepasst. So verfügt das neue Federbein über ein eigenes Dämpferreservoir. Neben dem Federbein ist auch die 43 mm starke Öhlins-Upside-down-Gabel auf sportliches Fahren ausgelegt. Unterstützt wird dies durch die Pirelli-Diablo Rosso-Reifen und einen neuen, auf 28,6 mm verstärkten, konifizierten Lenker mit einer aus Aluminium gefrästen Lenkerklemmung.
Der Vertrieb sollte laut Yamaha im Sommer 2009 beginnen und war für Deutschland auf 15 Stück beschränkt.

## Kodo bei Yamaha
Yamaha nutzt den Begriff Kodo für Werbezwecke rund um die MT-Serie, welche die Motorräder MT-01 und MT-03 umfasst. So vergleicht Yamaha die Vibrationen und den Klang des V2-Motors der MT-01 mit den Taiko-Basstrommeln der Gruppe Kodo. Ebendiese Vibrationen und Geräusche der MT-01 sind das, was sie von einem Supersportler sowie von den meisten Naked-Bikes unterscheiden, weshalb Yamaha diese bewusst vermarktet.

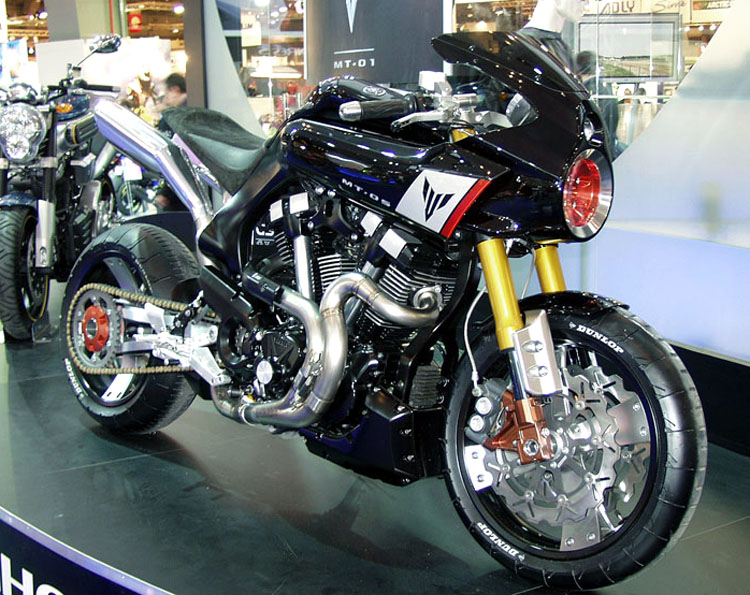
Sondermodell MT-0S auf Basis der RP 18
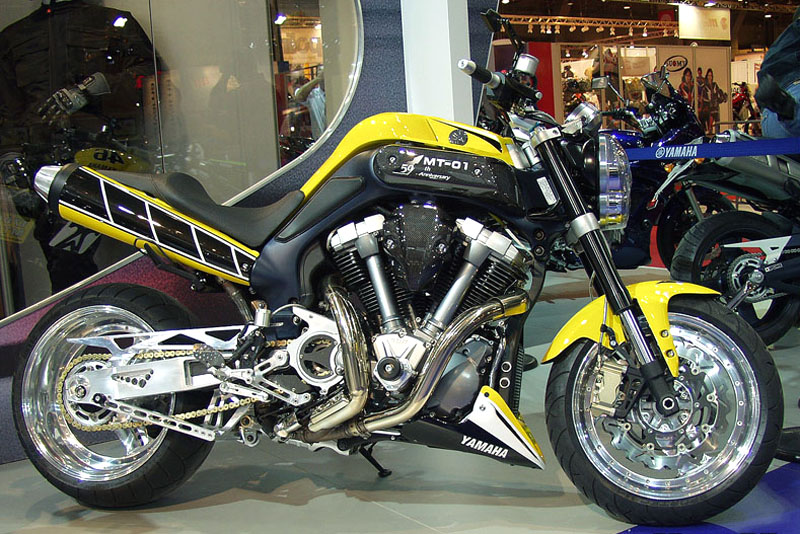
Yamaha MT-01 Custombike